# Mistrovství Evropy ve fotbale hráčů do 21 let 2019
Mistrovství Evropy ve fotbale hráčů do 21 let 2019 (italsky Campionato Europeo di calcio Under 21 del 2019) se konalo od 16. do 30. června 2019 v Itálii a v San Marinu. Turnaj pořádaný pod patronací UEFA byl v pořadí dvacátý druhý v historii. Zúčastnit se ho mohli hráči, kteří byli narození nejdříve 1. ledna 1996.
Šampionát zároveň sloužil jako kvalifikace na Letní olympijské hry 2020 v Tokiu, kde postoupili všichni semifinalisté.
Obhájcem titulu z roku 2017 bylo mužstvo Německa. Vítězem se popáté v historii stala španělská fotbalová reprezentace do 21 let, když ve finále porazila Německo 2:1.
Nejlepším střelcem turnaje se stal se 7 góly Němec Luca Waldschmidt.

## Účastníci
| Tým        | Kvalifikován jako            | Počet účastí | Poslední účast | Nejlepší umístění                          |
| ---------- | ---------------------------- | ------------ | -------------- | ------------------------------------------ |
| Itálie     | Hostitel                     | 20.          | 2017           | Vítězové (1992, 1994, 1996, 2000, 2004)    |
| Španělsko  | Vítěz kvalifikační skupiny 2 | 14.          | 2017           | Vítězové (1986, 1998, 2011, 2013)          |
| Francie    | Vítěz kvalifikační skupiny 9 | 9.           | 2006           | Vítězové (1988)                            |
| Anglie     | Vítěz kvalifikační skupiny 4 | 15.          | 2017           | Vítězové (1982, 1984)                      |
| Srbsko     | Vítěz kvalifikační skupiny 7 | 11.          | 2017           | Vítězové (1978) jako Jugoslávie            |
| Německo    | Vítěz kvalifikační skupiny 5 | 12.          | 2017           | Vítězové (2009, 2017)                      |
| Chorvatsko | Vítěz kvalifikační skupiny 1 | 3.           | 2004           | Základní skupina (2000, 2004)              |
| Dánsko     | Vítěz kvalifikační skupiny 3 | 8.           | 2017           | Semifinále (1992, 2015)                    |
| Belgie     | Vítěz kvalifikační skupiny 6 | 3.           | 2007           | Semifinále (2007)                          |
| Rumunsko   | Vítěz kvalifikační skupiny 8 | 2.           | 1998           | Čtvrtfinále (1998)                         |
| Polsko     | Vítěz baráže                 | 7.           | 2017           | Čtvrtfinále (1982, 1984, 1986, 1992, 1994) |
| Rakousko   | Vítěz baráže                 | 1.           | —              | —                                          |

## Stadiony
| Bologna                | Reggio Emilia    | Cesena              |
| ---------------------- | ---------------- | ------------------- |
| Stadio Renato Dall'Ara | Mapei Stadium    | Stadio Dino Manuzzi |
| Kapacita: 31 000       | Kapacita: 21 500 | Kapacita: 20 194    |
|                        |                  |                     |
| Terst                  | Udine            | Serravalle          |
| Stadio Nereo Rocco     | Dacia Arena      | Stadio Olimpico     |
| Kapacita: 20 500       | Kapacita: 25 151 | Kapacita: 4 778     |
|                        |                  |                     |

## Soupisky
Podrobnější informace naleznete v článku Mistrovství Evropy ve fotbale hráčů do 21 let 2019.

## Skupinová fáze
Všechny časy zápasů jsou uvedeny v SELČ (UTC +2).
| Vysvětlivky | Vysvětlivky                                                                       |
| ----------- | --------------------------------------------------------------------------------- |
|             | První tým z každé skupiny postoupí do semifinále a na Letní olympijské hry 2020   |
|             | Nejlepší tým z druhých míst postoupí do semifinále a na Letní olympijské hry 2020 |

### Skupina A
| Tým       | Z | V | R | P | VG | IG | +/− | B |
| --------- | - | - | - | - | -- | -- | --- | - |
| Španělsko | 3 | 2 | 0 | 1 | 8  | 4  | +4  | 6 |
| Itálie    | 3 | 2 | 0 | 1 | 6  | 3  | +3  | 6 |
| Polsko    | 3 | 2 | 0 | 1 | 4  | 7  | −3  | 6 |
| Belgie    | 3 | 0 | 0 | 3 | 4  | 8  | −4  | 0 |

| 16. června 2019 18:30                  |        |                          |                                                                    |
| Polsko                                 | 3 : 2  | Belgie                   | Mapei Stadium, Reggio Emilia diváci: 2 534 rozhodčí: István Kovács |
| Żurkowski 26' Bielik 52' Szymański 79' | Report | Leya Iseka 16' Cools 84' | Mapei Stadium, Reggio Emilia diváci: 2 534 rozhodčí: István Kovács |

| 16. června 2019 21:00                 |        |             |                                                                           |
| Itálie                                | 3 : 1  | Španělsko   | Stadio Renato Dall'Ara, Bologna diváci: 26 432 rozhodčí: Serdar Gözübüyük |
| Chiesa 36', 64' Pellegrini 82' (pen.) | Report | Ceballos 9' | Stadio Renato Dall'Ara, Bologna diváci: 26 432 rozhodčí: Serdar Gözübüyük |

| 19. června 2019 18:30 |        |             |                                                         |
| Španělsko             | 2 : 1  | Belgie      | Mapei Stadium, Reggio Emilia rozhodčí: Andris Treimanis |
| Olmo 7' Fornals 89'   | Report | Bornauw 24' | Mapei Stadium, Reggio Emilia rozhodčí: Andris Treimanis |

| 19. června 2019 21:00 |        |            |                                                           |
| Itálie                | 0 : 1  | Polsko     | Stadio Renato Dall'Ara, Bologna rozhodčí: Alexej Kulbakov |
|                       | Report | Bielik 40' | Stadio Renato Dall'Ara, Bologna rozhodčí: Alexej Kulbakov |

| 22. června 2019 21:00 |        |                                    |                                                                       |
| Belgie                | 1 : 3  | Itálie                             | Mapei Stadium, Reggio Emilia diváci: 20 075 rozhodčí: Srđan Jovanović |
| Verscaeren 79'        | Report | Barella 44' Cutrone 53' Chiesa 89' | Mapei Stadium, Reggio Emilia diváci: 20 075 rozhodčí: Srđan Jovanović |

| 22. června 2019 21:00                                         |        |        |                                                                      |
| Španělsko                                                     | 5 : 0  | Polsko | Stadio Renato Dall'Ara, Bologna diváci: 3 122 rozhodčí: Bobby Madden |
| Fornals 17' Oyarzabal 35' Fabián 39' Ceballos 71' Mayoral 90' | Report |        | Stadio Renato Dall'Ara, Bologna diváci: 3 122 rozhodčí: Bobby Madden |

### Skupina B
| Tým      | Z | V | R | P | VG | IG | +/− | B |
| -------- | - | - | - | - | -- | -- | --- | - |
| Německo  | 3 | 2 | 1 | 0 | 10 | 3  | +7  | 7 |
| Dánsko   | 3 | 2 | 0 | 1 | 6  | 4  | +2  | 6 |
| Rakousko | 3 | 1 | 1 | 1 | 4  | 4  | 0   | 4 |
| Srbsko   | 3 | 0 | 0 | 3 | 1  | 10 | −9  | 0 |

| 17. června 2019 18:30 |        |                      |                                                                  |
| Srbsko                | 0 : 2  | Rakousko             | Stadio Nereo Rocco, Terst diváci: 5 421 rozhodčí: Andreas Ekberg |
|                       | Report | Wolf 37' Horvath 78' | Stadio Nereo Rocco, Terst diváci: 5 421 rozhodčí: Andreas Ekberg |

| 17. června 2019 21:00            |        |                 |                                                          |
| Německo                          | 3 : 1  | Dánsko          | Dacia Arena, Udine diváci: 7 131 rozhodčí: Orel Grinfeld |
| Richter 28', 52' Waldschmidt 65' | Report | Skov 73' (pen.) | Dacia Arena, Udine diváci: 7 131 rozhodčí: Orel Grinfeld |

| 20. června 2019 18:30      |        |              |                                                           |
| Dánsko                     | 3 : 1  | Rakousko     | Dacia Arena, Udine diváci: 7 297 rozhodčí: Georgi Kabakov |
| Mæhle 33', 77' Olsen 90+3' | Report | Lienhart 47' | Dacia Arena, Udine diváci: 7 297 rozhodčí: Georgi Kabakov |

| 20. června 2019 21:00                                        |        |                     |                                                                 |
| Německo                                                      | 6 : 1  | Srbsko              | Stadio Nereo Rocco, Terst diváci: 9 837 rozhodčí: István Kovács |
| Richter 16' Waldschmidt 30', 37', 80' Dahoud 69' Maier 90+2' | Report | Živković 85' (pen.) | Stadio Nereo Rocco, Terst diváci: 9 837 rozhodčí: István Kovács |

| 23. června 2019 21:00 |        |                 |                                                             |
| Rakousko              | 1 : 1  | Německo         | Dacia Arena, Udine diváci: 9 100 rozhodčí: Andris Treimanis |
| Danso 24' (pen.)      | Report | Waldschmidt 14' | Dacia Arena, Udine diváci: 9 100 rozhodčí: Andris Treimanis |

| 23. června 2019 21:00          |        |        |                                                                    |
| Dánsko                         | 2 : 0  | Srbsko | Stadio Nereo Rocco, Terst diváci: 4,543 rozhodčí: Aleksei Kulbakov |
| Bruun Larsen 21' Rasmussen 51' | Report |        | Stadio Nereo Rocco, Terst diváci: 4,543 rozhodčí: Aleksei Kulbakov |

### Skupina C
| Tým        | Z | V | R | P | VG | IG | +/− | B |
| ---------- | - | - | - | - | -- | -- | --- | - |
| Rumunsko   | 3 | 2 | 1 | 0 | 8  | 3  | +5  | 7 |
| Francie    | 3 | 2 | 1 | 0 | 3  | 1  | +2  | 7 |
| Anglie     | 3 | 0 | 1 | 2 | 6  | 9  | −3  | 1 |
| Chorvatsko | 3 | 0 | 1 | 2 | 4  | 8  | −4  | 1 |

| 18. června 2019 18:30                             |        |            |                                                                  |
| Rumunsko                                          | 4 : 1  | Chorvatsko | Stadio Olimpico, Serravalle diváci: 4 700 rozhodčí: Bobby Madden |
| Pușcaș 11' (pen.) Hagi 14' Băluță 66' Petre 90+3' | Report | Vlašić 18' | Stadio Olimpico, Serravalle diváci: 4 700 rozhodčí: Bobby Madden |

| 18. června 2019 21:00 |        |                                   |                                                                      |
| Anglie                | 1 : 2  | Francie                           | Stadio Dino Manuzzi, Cesena diváci: 11 228 rozhodčí: Srđan Jovanović |
| Foden 54'             | Report | Ikoné 89' Wan-Bissaka 90+5' (vl.) | Stadio Dino Manuzzi, Cesena diváci: 11 228 rozhodčí: Srđan Jovanović |

| 21. června 2019 18:30 |        |                                             |                                                                    |
| Anglie                | 2 : 4  | Rumunsko                                    | Stadio Dino Manuzzi, Cesena diváci: 8 440 rozhodčí: Andreas Ekberg |
| Gray 79' Abraham 87'  | Report | Pușcaș 76' (pen.) Hagi 85' Coman 89', 90+3' | Stadio Dino Manuzzi, Cesena diváci: 8 440 rozhodčí: Andreas Ekberg |

| 21. června 2019 21:00 |        |            |                                                                      |
| Francie               | 1 : 0  | Chorvatsko | Stadio Olimpico, Serravalle diváci: 3 416 rozhodčí: Serdar Gözübüyük |
| Dembélé 8'            | Report |            | Stadio Olimpico, Serravalle diváci: 3 416 rozhodčí: Serdar Gözübüyük |

| 24. června 2019 21:00       |        |                                          |                                                                   |
| Chorvatsko                  | 3 : 3  | Anglie                                   | Stadio Olimpico, Serravalle diváci: 3 512 rozhodčí: Orel Grinfeld |
| Brekalo 39', 82' Vlašić 62' | Report | Nelson 11' (pen.) Maddison 48' Kenny 70' | Stadio Olimpico, Serravalle diváci: 3 512 rozhodčí: Orel Grinfeld |

| 24. června 2019 21:00 |        |          |                                                                     |
| Francie               | 0 : 0  | Rumunsko | Stadio Dino Manuzzi, Cesena diváci: 12 861 rozhodčí: Georgi Kabakov |
|                       | Report |          | Stadio Dino Manuzzi, Cesena diváci: 12 861 rozhodčí: Georgi Kabakov |

### Žebříček týmů na druhých místech
| Sk. | Tým     | Z | V | R | P | VG | IG | +/- | B |
| --- | ------- | - | - | - | - | -- | -- | --- | - |
| C   | Francie | 3 | 2 | 1 | 0 | 3  | 1  | +2  | 7 |
| A   | Itálie  | 3 | 2 | 0 | 1 | 6  | 3  | +3  | 6 |
| B   | Dánsko  | 3 | 2 | 0 | 1 | 6  | 4  | +2  | 6 |

Při rovnosti bodů rozhodují: 1) body 2) rozdíl vstřelených a inkasovaných gólů 3) vstřelené góly 4) body fair play 5) koeficient

## Vyřazovací fáze

### Pavouk
|  | Semifinále                 | Semifinále |   |  | Finále             | Finále |  |
|  |                            |            |   |  |                    |        |  |
|  | 27. června – Reggio Emilia |            |   |  |                    |        |  |
|  | Španělsko                  | 4          |   |  |                    |        |  |
|  | Francie                    | 1          |   |  |                    |        |  |
|  |                            |            |   |  |                    |        |  |
|  |                            |            |   |  | 30. června – Udine |        |  |
|  |                            |            |   |  | Španělsko          | 2      |  |
|  |                            | Německo    | 1 |  |                    |        |  |
|  |                            |            |   |  |                    |        |  |
|  |                            |            |   |  |                    |        |  |
|  |                            |            |   |  |                    |        |  |
|  | 27. června – Bologna       |            |   |  |                    |        |  |
|  | Německo                    | 4          |   |  |                    |        |  |
|  | Rumunsko                   | 2          |   |  |                    |        |  |

Všechny časy zápasů jsou uvedeny v SELČ (UTC +2).

### Olympijská kvalifikace
• K zápasu nedojde, protože se Anglie nekvalifikovala do semifinále.

### Semifinále
| 27. června 2019 18:00                        |        |                        |                                                                        |
| Německo                                      | 4 : 2  | Rumunsko               | Stadio Renato Dall'Ara, Bologna diváci: 16 211 rozhodčí: Orel Grinfeld |
| Amiri 21', 90+4' Waldschmidt 51' (pen.), 90' | Report | Pușcaș 26' (pen.), 44' | Stadio Renato Dall'Ara, Bologna diváci: 16 211 rozhodčí: Orel Grinfeld |

| 27. června 2019 21:00                                     |        |                   |                                                                     |
| Španělsko                                                 | 4 : 2  | Francie           | Mapei Stadium, Reggio Emilia diváci: 6 522 rozhodčí: Georgi Kabakov |
| Marc Roca 28' Oyarzabal 45+5' (pen.) Olmo 47' Mayoral 67' | Report | Mateta 16' (pen.) | Mapei Stadium, Reggio Emilia diváci: 6 522 rozhodčí: Georgi Kabakov |

### Finále
| 30. června 2019 20:45 |        |           |                                                             |
| Španělsko             | 2 : 1  | Německo   | Dacia Arena, Udine diváci: 23 232 rozhodčí: Srđan Jovanović |
| Fabián 7' Olmo 69'    | Report | Amiri 88' | Dacia Arena, Udine diváci: 23 232 rozhodčí: Srđan Jovanović |

## Střelci branek
Ve 21 zápasech padlo celkem 78 gólů.
7 gólů
- Luca Waldschmidt

4 góly
- George Pușcaș

3 góly
- Nadiem Amiri
- Marco Richter
- Federico Chiesa
- Dani Olmo

2 góly
- Josip Brekalo
- Nikola Vlašić
- Joakim Mæhle
- Krystian Bielik
- Florinel Coman
- Ianis Hagi
- Dani Ceballos
- Fabián
- Pablo Fornals
- Borja Mayoral
- Mikel Oyarzabal

1 gól
- Kevin Danso
- Sascha Horvath
- Philipp Lienhart
- Hannes Wolf
- Sebastiaan Bornauw
- Dion Cools
- Aaron Leya Iseka
- Yari Verschaeren
- Jacob Bruun Larsen
- Jacob Rasmussen
- Andreas Skov Olsen
- Robert Skov
- Tammy Abraham
- Phil Foden
- Demarai Gray
- Jonjoe Kenny
- James Maddison
- Reiss Nelson
- Moussa Dembélé
- Jonathan Ikoné
- Jean-Philippe Mateta
- Mahmoud Dahoud
- Arne Maier
- Nicolò Barella
- Patrick Cutrone
- Lorenzo Pellegrini
- Sebastian Szymański
- Szymon Żurkowski
- Tudor Băluță
- Adrian Petre
- Andrija Živković
- Marc Roca

1 vlastní gól
- Aaron Wan-Bissaka (proti Francii)

## All-star sestava šampionátu
| Post      | Hráč              |
| --------- | ----------------- |
| Brankář   | Alexander Nübel   |
| Obránci   | Lukas Klostermann |
| Obránci   | Jonathan Tah      |
| Obránci   | Jesús Vallejo     |
| Obránci   | Benjamin Henrichs |
| Záložníci | Fabián            |
| Záložníci | Mahmoud Dahoud    |
| Záložníci | Dani Olmo         |
| Záložníci | Luca Waldschmidt  |
| Záložníci | Dani Ceballos     |
| Útočníci  | George Pușcaș     |